# Romance Town
Romance Town (로맨스 타운?, Romaenseu Ta-unLR) è una serie televisiva sudcoreana trasmessa su KBS2 dall'11 maggio al 14 luglio 2011.

## Trama
Noh Son-geum è una giovane domestica che sogna di cambiare vita e, insieme ad alcune sue colleghe, spera in una vincita alla lotteria. Un giorno Son-geum mette alla prova la sua fortuna e decide di acquistare due biglietti: uno lo condivide con le sue amiche, mentre l'altro lo tiene per sé. Quando scopre che uno dei due biglietti risulta vincitore, Son-geum si mette nei guai nel tentativo di nascondere la sua nuova ricchezza imparando, non senza difficoltà, il vero significato dell'amicizia e della lealtà.

## Personaggi
- Noh Soon-geum, interpretata da Sung Yu-ri
- Kang Gun-woo, interpretato da Jung Gyu-woon
- Kim Young-hee, interpretato da Kim Min-joon
- Jung Da-kyum, interpretata da Min Hyo-rin
- Oh Hyun-joo, interpretata da Park Ji-young
- Uhm Soo-jung, interpretata da Lee Kyung-shil
- Yoon Shi-ah, interpretata da Kim Jae-in
- Noh Sang-hoon, interpretato da Joo Jin-mo
- Kang Tae-won, interpretato da Lee Jae-yong
- Seo Yoon-joo, interpretata da Yang Jung-a
- Kang San, interpretato da Jo Hwi-joon
- Yoo Choon-jak, interpretata da Ban Hyo-jung
- Thu Zar Lin, interpretata da Kim Ye-won
- Hwang Yong, interpretato da Jo Sung-ha
- Hwang Joo-won, interpretata da Kim Soo-hyun
- Jang Chi-gook, interpretato da Lee Jung-gil
- Kim Soon-ok, interpretata da Shin Shin-ae
- Oh Boon-ja, interpretata da Kwon Ki-seon
- Impiegato Choi del minimarket, interpretato da Kim Dong-beom
- Son Jin-pyo, interpretato da Heo Tae-hee
- Madre di Soon-geum, interpretata da Im Ye-jin
- Amico di Sang-hoon, interpretato da Go In-beom

## Ascolti
| Episodio | Data di trasmissione | Dati TNMS           | Dati TNMS                  | Dati AGB            | Dati AGB                   |
| Episodio | Data di trasmissione | A livello nazionale | Area metropolitana di Seul | A livello nazionale | Area metropolitana di Seul |
| -------- | -------------------- | ------------------- | -------------------------- | ------------------- | -------------------------- |
| 1        | 11 maggio 2011       | 7,3%                | 7,8%                       | 8,6%                | 9,4%                       |
| 2        | 12 maggio 2011       | 7,2%                | 7,8%                       | 8,2%                | 8,9%                       |
| 3        | 18 maggio 2011       | 7,6%                | 7,4%                       | 9,5%                | 10,4%                      |
| 4        | 19 maggio 2011       | 7,1%                | 8,3%                       | 9,0%                | 9,4%                       |
| 5        | 25 maggio 2011       | 9,7%                | 10,5%                      | 10,3%               | 10,9%                      |
| 6        | 26 maggio 2011       | 9,7%                | 9,8%                       | 10,9%               | 10,9%                      |
| 7        | 1 giugno 2011        | 9,3%                | 10,1%                      | 10,7%               | 11,5%                      |
| 8        | 2 giugno 2011        | 8,9%                | 10,1%                      | 10,3%               | 11,6%                      |
| 9        | 8 giugno 2011        | 8,3%                | 9,7%                       | 10,0%               | 10,4%                      |
| 10       | 9 giugno 2011        | 9,3%                | 10,2%                      | 10,5%               | 11,0%                      |
| 11       | 15 giugno 2011       | 8,2%                | 8,7%                       | 9,7%                | 10,6%                      |
| 12       | 16 giugno 2011       | 9,0%                | 10,6%                      | 10,1%               | 10,8%                      |
| 13       | 22 giugno 2011       | 7,6%                | 8,5%                       | 10,2%               | 11,1%                      |
| 14       | 23 giugno 2011       | 7,8%                | 8,9%                       | 8,5%                | 9,4%                       |
| 15       | 29 giugno 2011       | 9,0%                | 10,6%                      | 11,1%               | 11,9%                      |
| 16       | 30 giugno 2011       | 10,8%               | 13,1%                      | 11,9%               | 13,1%                      |
| 17       | 6 luglio 2011        | 9,8%                | 11,4%                      | 11,2%               | 11,2%                      |
| 18       | 7 luglio 2011        | 11,4%               | 13,3%                      | 12,0%               | 12,0%                      |
| 19       | 13 luglio 2011       | 11,1%               | 12,3%                      | 11,6%               | 12,5%                      |
| 20       | 14 luglio 2011       | 12,4%               | 13,7%                      | 14,1%               | 15,2%                      |

## Colonna sonora
1. Only You (너뿐이야) – Tei
2. Because Tears Are Overflowing (눈물이 넘쳐서) – Jessica Jung
3. Hello, Smile (웃으며 안녕) – Alex
4. I See Only You (너만 본다) – HowL
5. It Will Be Okay (잘될 거야) – Kim Greem
6. Romance Town Title (로맨스타운 타이틀)
7. One Morning Breakfast (일번가의 아침)
8. Happiness (행복)
9. Romance of Meal (식모들의 로맨스)
10. Letter (편지)
11. Funny
12. Soon-geum's Day (순금이의 하루)
13. Fluttering Heart (설레이는 마음)
14. 순둥이 뚱남
15. Tears Overflowing Variation (눈물이 넘쳐서 Variation)
16. 하이야
17. One-Time Blues (일번가 블루스)
18. Romance Town Epilogue (로맨스타운 에필로그)

## Riconoscimenti
| Anno | Premio           | Categoria                                                     | Ricevente     | Risultato   |
| ---- | ---------------- | ------------------------------------------------------------- | ------------- | ----------- |
| 2011 | KBS Drama Awards | Premio all'eccellenza, attore in un drama di media lunghezza  | Jung Gyu-woon | Candidato/a |
| 2011 | KBS Drama Awards | Premio all'eccellenza, attrice in un drama di media lunghezza | Sung Yu-ri    | Candidato/a |
| 2011 | KBS Drama Awards | Miglior attore di supporto                                    | Jo Sung-ha    | Candidato/a |
| 2011 | KBS Drama Awards | Miglior attrice di supporto                                   | Min Hyo-rin   | Candidato/a |

## Distribuzioni internazionali
Romance Town è stato trasmesso in Giappone sul canale TBS dal 9 aprile 2012 e in Thailandia su Workpoint TV.